# Словарь греческой и римской биографии и мифологии
Словарь греческой и римской биографии и мифологии (1849, первоначально опубликованный в 1844 году под другим названием) представляет собой энциклопедию / словарь . Редактированный Уильямом Смитом, он занимает три тома и 3700 страниц. Это классическое произведение лексикографии 19-го века. Работа является дополнением к Словарю греческих и римских древностей и к Словарю по греческой и римской географии .  

## Авторы и область охвата

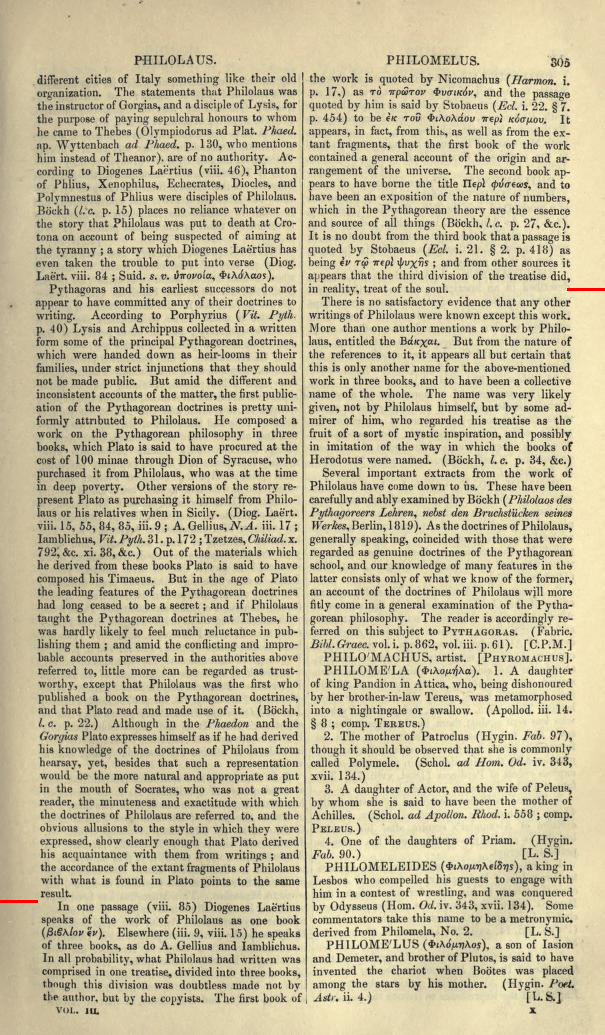
Отрывок из биографии философа Пифагора, (Чарльз Мэйсон, 1870)

В работе перечислены тридцать пять авторов и редактор, который был также автором статей без подписи. Другими авторами были классические ученые, прежде всего из Оксфорда, Кембриджа, Школы Регби и Боннского университета. Некоторые были и из других учреждений. Многие из мифологических записей были написаны немецкого экспатриантом Леонардом Шмитцем, который помог популяризировать немецкую классическую науку в Великобритании. 
 

Что касается биографий, Смит намеревался охватить всё. В предисловии он пишет: 
 Биографические статьи в этой работе включают имена всех лиц любого значения, которые встречаются у греческих и римских писателях, с самых ранних времен до исчезновения Западной империи в 476 году нашей эры, и до исчезновения Восточной империи при захвате Константинополя турками в 1453 году. 
 Большая часть Словаря состоит не только в глубине и детализации отдельных статей, но и в конкретных цитатах отдельных греческих и римских писателей, а также учёных разных периодов, от эпохи Возрождения до середины XIX века. В статьях часто отмечаются различные научные традиции, разногласия между властями и интерпретациями современных ученых. Тем не менее, из-за меняющихся систем нумерации, используемых в разных изданиях классических произведений, и из-за сложности распознавания типографских ошибок в цитатах, оригинальные источники все равно следует проверять. Многие из статей в Словаре упоминались в более поздних работах, и Роберт Грейвс был обвинен в том, что он «снял свои огромные ссылки на источники беспрепятственно» при написании «Греческих мифов» .  

Сэмюэл Шарп думал, что Эдвард Банбери скопировал его работу, о чем он писал в своей дневниковой записи от 3 сентября 1850 года: 
 Я, конечно, чувствовал себя удрученным, читая статьи о Птолемеях в «Словаре классической биографии» доктора Смита. Все они были написаны Э.Х. Банбери с помощью моей «Истории Египта» и без какого-либо указания на это, хотя он даже позаимствовал книгу у моего брата Дана для этой цели.  

## Возможности использования сегодня
Сейчас Словарь - это общественное достояние, его можно найти в Интернете. Несмотря на то что он достаточно точен (только некоторые древние тексты были значительно исправлены), в нём много не хватает, особенно недавних открытий (таких, как Афинская конституция Аристотеля или расшифровка Линейного письма Б) и эпиграфических материалов. Возможно, дело в том, что за полтора столетия изменились точки зрения на события древности.

## Внешние ссылки
- Словарь греческой и римской биографии и мифологии. Том I: Абей – Диспонтей онлайн в библиотеке Мичиганского университета .
- Словарь греческой и римской биографии и мифологии. Том II: Earinus – Nyx онлайн в библиотеке Мичиганского университета.
- Словарь греческой и римской биографии и мифологии. Том III: Весла-Зигия онлайн в библиотеке Мичиганского университета.

Также в интернет-архиве есть производные работы: 
- Smith, William. A new classical dictionary of biography, mythology, and geography, partly based on the "Dictionary of Greek and Roman biography and mythology." (англ.). — London: Murray, 1853.
- Anthon, Charles. A new classical dictionary of Greek and Roman biography, mythology and geography: partly based upon the Dictionary of Greek and Roman biography and mythology by William Smith (1860) (англ.). — New York: Harper and Brothers, 1860.